# Cirriformia spirabranchia
Cirriformia spirabranchia är en ringmaskart som först beskrevs av Moore 1904.  Cirriformia spirabranchia ingår i släktet Cirriformia och familjen Cirratulidae. Inga underarter finns listade i Catalogue of Life.